# Kan’ei Tsūhō

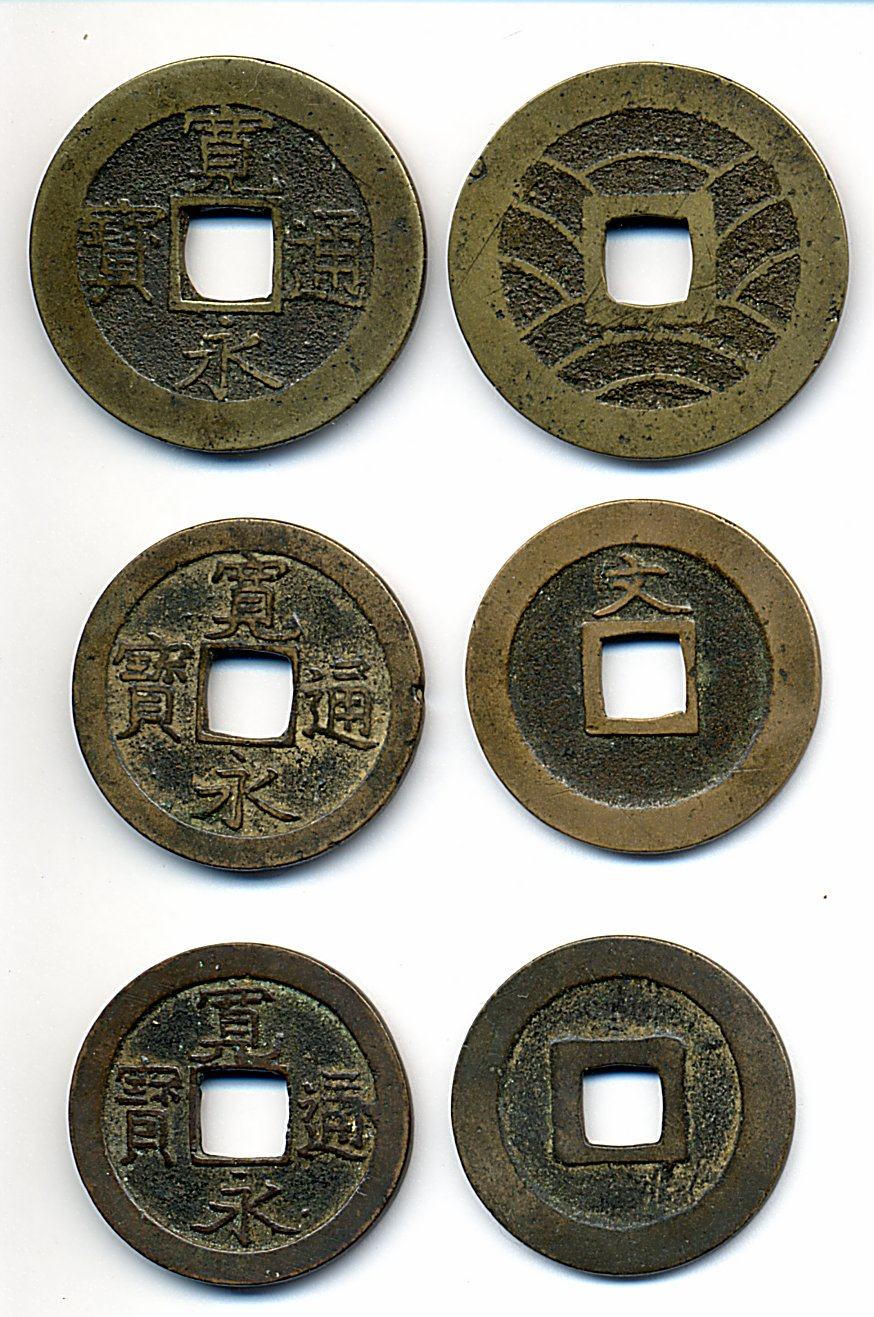
Kan’ei Tsūhō: Messingmünze (oben), Kupfermünze aus der Kanbun-Ära (Mitte) und übliche Kupfermünze (unten)

Kan’ei Tsūhō (jap. 寛永通宝) sind Münzen, die in Japan während der Edo-Zeit von 1626 bis 1862 geprägt wurden. 
1626 erhielt der Händler Satō Shinsuke (佐藤新助) vom Shogunat und dem Lehen Mito die Erlaubnis Münzen zu gießen. Diese Kupfer- bzw. Bronzemünzen besaßen einen Durchmesser von 2,3 cm, hatten auf beiden Seiten einen breiten und etwas hochstehenden Rand und in der Mitte ein quadratisches Loch. Auf der Vorderseiten trugen sie den Schriftzug 寛永通宝 ‚Kan’ei-Münze‘ und auf der Rückseite das Schriftzeichen 三 ‚3‘ was auf das japanische Jahr der Einführung – Kan’ei 3 (1626) – hinweist.
1636 übernahmen die staatlichen Münzgießereien Asakusa-Hashiba und Shiba-nawate in Edo, sowie Sakamoto (heute Teil von Ōtsu) in der Provinz Ōmi die Herstellung und ein Jahr später folgten im ganzen Land acht weitere Münzgießereien, wodurch die sie von einer Regionalwährung zum landesweit zirkulierenden Zahlungsmittel wurden. Bei diesen war die Rückseite üblicherweise leer, wenngleich es Münzen aus der Kanbun-Ära (1661–1672) und der Genroku-Ära (1688–1704) gibt die die Schriftzeichen 文 bun bzw. 元 gen auf der Rückseite besitzen.
Ab 1768 wurde erstmals eine mit 2,8 cm etwas größere und aus Messing bestehende Variante ausgegeben, auf deren Rückseite ein Wellenmuster abgebildet war, das sich auch auf den „Bunkyū Eihō“-Münzen findet. Diese Messingmünzen besaßen den vierfachen Wert (4 mon) einer Kupfer-Kan’ei-Münze und wurden bis 1868 hergestellt.
Zudem gab es von den Kupfer- und der Messingmünzen auch Varianten aus Eisen mit dem gleichen Nennwert von 1 bzw. 4 mon.

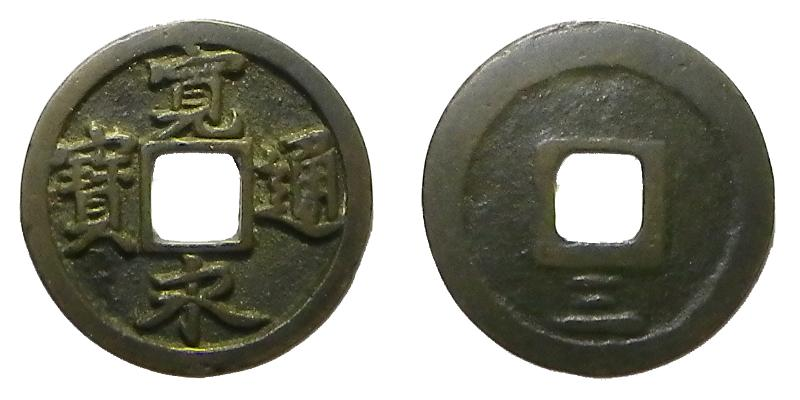
Von Satō Shinsuke
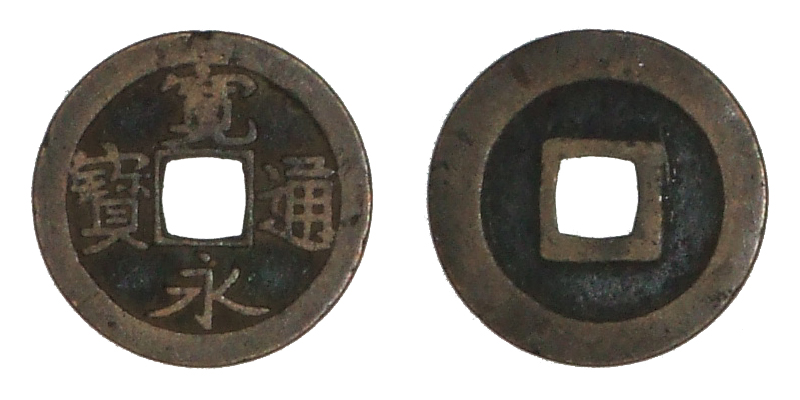
Münzgießerei Shiba
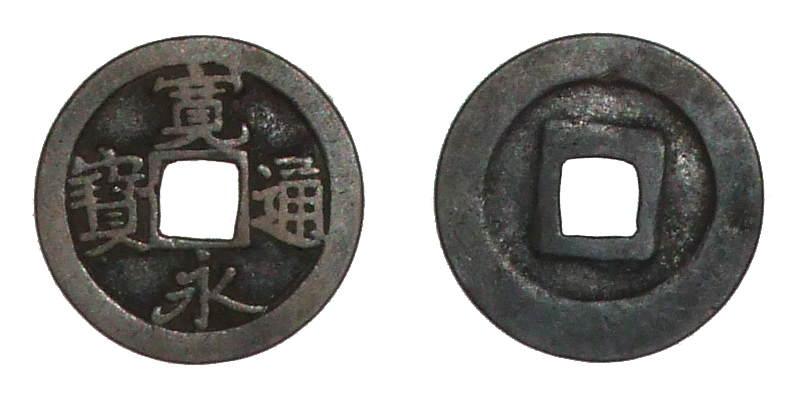
Münzgießerei Sakamoto
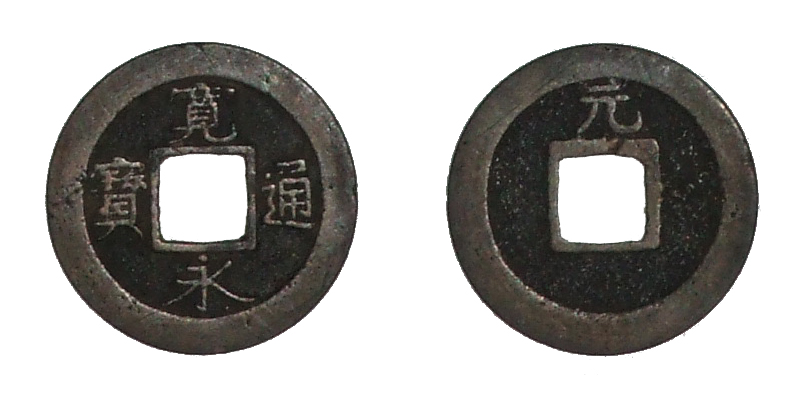
Aus der Genroku-Ära
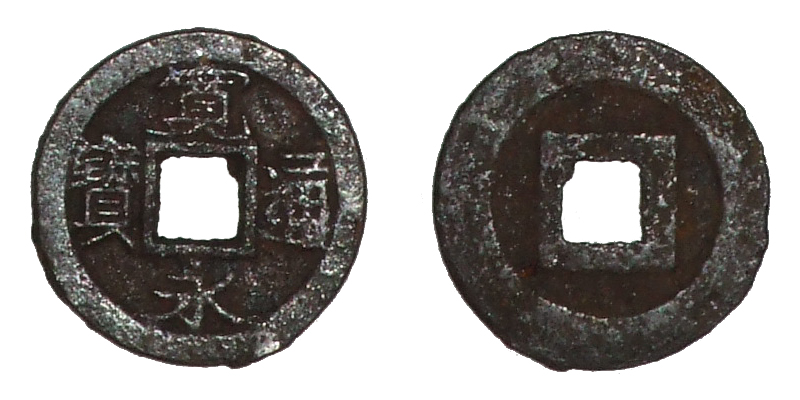
Eisen-Variante